# Tuja Mleczarnia
Tuja Mleczarnia – dawny wąskotorowy przystanek osobowy znajdująca się we wsi Orłówko, w Gminie Nowy Dwór Gdański, w powiecie nowodworskim, w województwie pomorskim. Położony był na linii kolejowej z Nowego Dworu Gdańskiego Wąskotorowego do Lichnów. Odcinek do Ostaszewa Żuławskiego został otwarty w 1901 roku.